# فهرست برنامه‌های ویرایشگر نوشتار
در ادامه فهرستی از شناخته‌شده‌ترینِ برنامه‌های ویرایشگر نوشتار آمده است.

## میانه‌ی کاربری گرافیکی و نوشتاری
ویرایشگرهای زیر می‌توانند با میانه‌ی کاربری گرافیکی یا میانه‌ی کاربری نوشتاری کاربری شوند.
- الویس(‌ٍElvis)، یک کلون vi/ex با فرمان‌ها و ویژگی‌های بیشتر. متن باز
- ویرایشگر چندمنظوره توسعه‌پذیر (EVE)، پیش‌فرض تحت اوپن‌وی‌ام‌اس
- گنو ایمکس / زی‌اِمکس [۱]  دو انشعاب قدیمی از ویرایشگر محبوب برنامه‌نویسان Emacs . Emacs و vi ویرایشگرهای نوشتار غالب در سیستم عامل‌های شبه یونیکس هستند و الهام‌بخش جنگ‌های ویرایشگرها بوده‌اند. متن‌باز
- ویرایشگر حساس به زبان (LSE)، ویرایشگر برنامه‌نویس برای OpenVMS با کاربری از TPU پیاده‌سازی شده است.
- تکست‌آدپت (Textadept)، یک ویرایشگر ماژولار و چندسکویی که با زبان‌های C و Lua و با کاربری از Scintilla نوشته شده است. متن‌باز
- ویل (‌vile) (vi مثل ایمکس) یک محیط کاری مشابه vi که مجموعه دستور‌ها vi را حفظ کرده و در عین حال ویژگی‌های جدیدی مانند پنجره‌ها و بافرهای چندگانه، undo نامحدود، رنگ‌آمیزی، قابلیت‌های توسعه قابل اسکریپت‌نویسی و غیره را به آن اضافه کرده است.
- ویم (vim)، یک کلون مبتنی بر ایده‌های ویرایشگر vi و طراحی شده برای کاربری هم از طریق رابط خط فرمان و هم در رابط کاربری گرافیکی .

## میانه‌ی کاربری گرافیکی
- Acme، یک رابط کاربری برای برنامه‌نویس‌ها بدست راب پایک (Rob Pike). اپن‌سورس لایسنس ام‌آی‌تی.
- Alphatk، مالکیتی
- Apache OpenOffice Writer، یک واژه‌پرداز و نوشتار پرداز Apache OpenOffice Suite, برپایه‌ی StarOffice's suite. اپن‌سورس، لایسنس آپاچی۲.
- Arachnophilia، یک ویرایشگر سورس‌کد که جایگزین یک ویرایشگر اچ‌تی‌ام‌ال دیگر WebThing است. اپن‌سورس، نرم‌افزار آزاد.
- Atom، یک ویرایشگر ماژولار و همه‌منظوره ساخته‌شده با HTML, CSS و JavaScript برپایه‌ی Chromium و Node.js. اپن‌سورس، لایسنس ام‌آی‌تی.
- BBEdit، یک ویرایشگر نوشتار مالکیتی اصالتا ساخته‌شده برای مکینتاش سیستم۶.
- Bluefish، یک ویرایشگر سورس‌کد با امکانات توسعه وب. اپن‌سورس، لاینس عمومی گنو ۲.
- Brackets، یک ویرایشگر ماژولار وب‌محور ساخته شده با HTML, CSS و JavaScript برپایه‌ی Chromium Embedded Framework. اپن‌سورس، لایسنس ام‌آی‌تی.
- CodeWright، یک سامانه‌ی ویرایشگر سورس‌کد که می‌تواند تنظیم شود تا با آی‌دی‌ای‌ها کار کند، مالکیتی.
- Crimson Editor، یک ویرایشگر نوشتار که معمولا استفاده می‌شود به عنوان ویرایشگر سورس‌کد و ویرایشگر اچ‌تی‌ام‌ال. نرم‌افزار آزاد.
- CygnusEd، (CED) مالکیتی.
- E Text Editor، پیشفرض تحت IBM OS/2 versions 2-4[نیازمند منبع]. مالکیتی
- Eddie، یک ویرایشگر که اصالتا ساخته شده بود برای بی‌او‌اس که بعدتر ترابرد شد به لینوکس و مک‌او‌اس. نرم‌افزار آزاد.
- EmEditor، ویرایشگر تجاری گسترش‌پذیر که  یونیکد و رنگ کردن املا و انتخاب عمودی را پشتیبانی می‌کند و برای فایل های بزرگ مناسب است، تا ۲۴۸ گیگابایت یا ۲.۱ میلیارد خط. مالکیتی.
- Epsilon، یک ویرایشگر نوشتار برای برنامه‌نویس‌ها که از ایمکس مدل‌سازی شده است. مالکیتی.
- FeatherPad، یک ویرایشگر سبک‌وزن بر مبنای Qt. اپن‌سورس، لایسنس عمومی گنو ۳.
- Geany، یک ویرایشگر سبک و سریع – IDE, تحت GTK. اپن‌سورس، لایسنس عمومی گنو ۲ و یا  بعد تر.
- gedit، |پیشفرض سابق در GNOME تا GNOME 42.[۲]، اپن‌سورس، لایسنس عمومی گنو ۲.
- GNOME Text Editor، پیشفرض در GNOME،از جینوم ۴۲ بعدتر [۳] اپن‌سورس، لایسنس گنو ۳ یا بعدتر.
- GoldED، (ویرایشگر Cubic IDE)، مالکیتی
- HxD، ویرایشگری برای فایل های عظیم هم دودویی هم نوشتاری. رایگان‌افزار.
- iA Writer، یک ویرایشگر چندسکویی مارکداون با تمرکز بر مجموعه ویژگی‌ها، مالکیتی.
- jEdit، یک ویرایشگر برنامه‌نویس رایگان و چندسکویی نوشته شده به زبان جاوا, اپن‌سورس، لایسنس عمومی گنو.
- JOVE، مخفف «Jonathan's Own Version of Emacs»، اپن‌سورس.
- Kate، |یک ویرایشگر ساده برای محیط کاربری KDE desktop. اپن‌سورس، لایسنس عمومی گنو.
- Kedit، یک ویرایشگر با فرمان‌ها و ماکروهای شبیه به Rexx و بسیار شبیه به IBM XEDIT. مالکیتی.
- Kile، یک ویرایشگر کاربردوستانه برای TeX/LaTeX. اپن‌سورس، لایسنس عمومی گنو۲ یا بعدتر.
- Komodo Edit، اپن‌سورس، لایسنس عمومی موزیلا ۱.۱.
- KWrite، یک ویرایشگر پیشفرض در KDE. اپن‌سورس، لایسنس کمتر عمومی گنو.
- Lapis، یک ویرایشگر نوشتار آزمایشی که ویرایش همزمان را در چند بخش ممکن می‌سازد. اپن‌سورس، لایسنس عمومی گنو ۲.
- Leafpad، پیشفرض در LXDE.[۴]. اپن‌سورس، لایسنس عمومی گنو ۲ یا بعدتر.
- Leo، یک ویرایشگر نوشتار که دارای الگو‌هایی به عنوان ابزار اصلی سازماندهی و ناوبری است (مبهم). اپن‌سورس، لایسنس ام‌آی‌تی.
- LibreOffice Writer، واژه‌پرداز و ویرایشگر نوشتار LibreOffice Suite, برپایه‌ی StarOffice's. اپن‌سورس، لایسنس عمومی موزیلا ۲.
- Light Table، یک ویرایشگر نوشتار و IDE با برسی زنده‌ی متون نوشته شده. طراحی شده برای زبان‌های پویا مانند Clojure, Python و JavaScript, و برای توسعه‌ی وب. اپن‌سورس، لایسنس ام‌آی‌تی و لایسنس عمومی گنو تنها ۳.
- mcedit، |یک ویرایشگر نوشتار ارایه شده با Midnight Commander. اپن‌سورس، لایسنس عمومی گنو ۳ و یا بعدتر.
- Metapad، جایگزینی برای نوتپد ویندوز, اپن‌سورس، لایسنس عمومی گنو ۳ یا بعدتر.
- MicroEMACS، JASSPA MicroEMACS، برپایه‌ی ایمکس، لایسنس عمومی گنو ۲ و یا بعدتر.
- Mousepad، پیشفرض در Xfce.[۵] اپن‌سورس، لایسنس عمومی گنو ۲ یا بعدتر.
- Multi-Edit، مالکیتی.
- NEdit – "Nirvana Editor"، اپن‌سورس، لایسنس عمومی گنو ۲ و یا بعدتر.
- Notepad، پیشفرض مایکروسافت ویندوز. مالکیتی.
- Notepad++، یک ویرایشگر دارای تب‌ها. اپن‌سورس، لایسنس گنو۳.
- Pe، ویرایشگری برای بی‌او‌اس. اپن‌سورس، لایسنس ام‌آی‌تی.
- pluma، ویرایشگر پیشفرض در MATE(محیط کاربری لینوکس). اپن‌سورس، لایسنس عمومی گنو ۲ یا بعدتر.
- PolyEdit، واژه‌پرداز و ویرایشگر نوشتار مالکیتی.
- Programmer's File Editor (PFE)، رایگان‌افزار.
- PSPad، ویرایشگری برای وندوز با چند محیط برنامه‌نویسی. رایگان‌افزار.
- RJ TextEd، رایگان‌افزار.
- Sam، اپن‌سورس، لایسنس ام‌آی‌تی.
- SciTE، چند سکویی, چندکاربره, چند صفحه‌ای, رنگ کردن سینتکس چند زبانه, انتخابگر منطقه‌ای, رگولار اکسپرشن برای یافتن و جایگزینی, بسیار تنظیمات پذیر, امکان فونت های مختلف برای گونه‌های مختلف سینتکسی, منو های با تعریف کاربر و بزرگ‌کردن مخفف ها. اپن‌سورس HPND.
- SimpleText، پیشفرض در Classic Mac OS از نسخه‌ی 7.5 [۶] مالکیتی.
- SlickEdit، مالکیتی.
- Smultron، یک ویرایشگر برای مک‌او‌اس. مالکیتی.
- SubEthaEdit، (پیشتر Hydra نام داشت)، مالکیتی.
- Sublime Text، مالکیتی.
- TeachText، پیشفرض در مک‌او‌اس کلاسیک پیش از 7.5.[۷] مالکیتی.
- TED Notepad، نرم‌افزار آزاد.
- Tex-Edit Plus، مالکیتی.
- TextPad، مالکیتی.
- TeXnicCenter، اپن‌سورس، لایسنس عمومی گنو.
- TeXShop، ویرایشگر و پیشنماینده برای TeX/LaTeX.[۸][۹][۱۰][۱۱] اپن‌سورس، لایسنس عمومی گنو ۲.
- TextEdit، پیشفرض در مک‌او‌اس,[۱۲] NeXTSTEP[نیازمند منبع], و GNUstep.[نیازمند منبع]. اپن‌سورس، لایسنس بی‌اس‌دی۳.
- TextMate، اپن‌سورس، لایسنس عمومی گنو ۳ یا بعدتر.
- TextWrangler، یک ویرایشگر تنها-مک بدست Bare Bones Software, پروژه خاموش شده. نسخه نهایی رها شد در 09/20/2016,[۱۳] جایگزین شد با نسخه‌ی رایگان [BBEdit].[۱۴] رایگان‌افزار.
- The Hessling Editor، اپن‌سورس، لایسنس گنو ۲.
- The SemWare Editor (TSE) (سابقا با نام QEdit). رایگان‌افزار.
- UltraEdit، ویرایشگر نوشتار و کد منبع با هایلایت کردن سینتکس، تا کردن کد، FTP و غیره، فایل‌های چند گیگابایتی را مدیریت می‌کند. مالکیتی.
- Ulysses، مالکیتی.
- VEDIT، مالکیتی.
- Visual Studio Code[۱۵]، یک ویرایشگر کد قابل توسعه با پشتیبانی از عملیات توسعه مانند اشکال‌زدایی، اجرای وظایف و کنترل نسخه. اپن‌سورس، لایسنس ام‌آی‌تی.
- WinEdt، مالکیتی.
- X11 Xedit، اپن‌سورس، لایسنس ام‌آی‌تی.
- XEDIT، پیشفرض در VM/CMS. مالکیتی.
- Yudit، اپن ‌سورس، تنها با لایسنس گنو ۲.
- Xed، اپن‌سورس، لایسنس گنو ۲ و بعدتر.
- Zed، اپن‌سورس، لایسنس گنو ۳ و بعدتر.

## میانه‌ی کاربری نوشتاری

### پیش‌فرض سامانه
- ای، ویرایشگر نوشتار در PC DOS 6، PC DOS 7 و PC DOS 2000 است. مالکیتی.
- اد، ویرایشگر خط پیش‌فرض در یونیکس از زمان تولد یونیکس. یا ed یا یک ویرایشگر سازگار با آن در همه‌ی سامانه‌هایی که با یونیکس برچسب‌گذاری شده‌اند (نه به طور پیش‌فرض در همه) موجود است. اپن‌سورس، نرم‌افزار آزاد.
- اد، ویرایشگر پیش‌فرض در CP/M ، MP/M ، Concurrent CP/M ، CP/M-86 ، MP/M-86 ، Concurrent CP/M-86 .اپن‌سورس، نرم‌افزار آزاد.
- ادیت، پیش‌فرض روی MS-DOS 5.0 و بالاتر است و در تمام نسخه‌های ۳۲ بیتی ویندوز که به یک نسخه جداگانه از DOS متکی نیستند، گنجانده شده است. تا MS-DOS 6.22 ، فقط از فایل‌هایی تا حجم ۶۴ کیلوبایت پشتیبانی می‌کرد. مالکیتی.
- ادیت، ویرایشگر نوشتار در Novell DOS 7 ، OpenDOS 7.01 ، DR-DOS 7.02 و بالاتر. تا زمانی که فضای swap موجود باشد، از فایل‌های بزرگ پشتیبانی می‌کند. نسخه ۷ و بالاتر به صورت اختیاری از یک رابط کاربری شبه گرافیکی به نام NewUI پشتیبانی می‌کند. مالکیتی.
- ادیکس، ویرایشگر نوشتار در Concurrent DOS ، Concurrent DOS XM ، Concurrent PC DOS ، Concurrent DOS 386 ، FlexOS 286 ، FlexOS 386 ، 4680 OS ، 4690 OS ، S5-DOS/MT . مالکیتی.
- ادیتور، ویرایشگر نوشتار در DR DOS 3.31 تا DR DOS 6.0 ، و نسخه قبلی EDIT . مالکیتی.
- ادلین، یک ویرایشگر خط فرمان که با 86-DOS معرفی شد و ویرایشگر پیش‌فرض MS-DOS قبل از نسخه ۵ بود و در MS-DOS 5.0 و Windows NT نیز موجود است. مالکیتی.
- ای، مخفف Easy Editor است و به همراه vi بخشی از سیستم پایه FreeBSD است. [۱۶]| اپن‌سورس، نرم‌افزار آزاد}
- ان وی آی، (به طور پیش‌فرض در سیستم عامل‌های BSD و برخی توزیع‌های لینوکس به عنوان vi نصب شده است) - جایگزینی رایگان برای vi اصلی که ضمن حفظ سازگاری، برخی ویژگی‌های جدید را نیز اضافه می‌کند. اپن‌سورس، لایسنس بی‌اس‌دی۳.
- [[وی‌آی|ششم]، پیش‌فرض سیستم‌های یونیکس است و باید در تمام سیستم‌های سازگار با POSIX گنجانده شود [۱۷] – یکی از نخستین ویرایشگرهای مبتنی بر صفحه نمایش، مبتنی بر ex است.  اپن‌سورس، لایسنس بی‌اس‌دی۴.

### دیگران
- ECCE، (ویرایشگر نوشتار سازگار با ادینبورگ) یک ویرایشگر نوشتار است که توسط دکتر همیش دیوار در دانشگاه ادینبورگ طراحی شده است. اپن‌سورس، نرم‌افزار آزاد.
- ایمکس، یک ویرایشگر مبتنی بر صفحه نمایش با یک زبان کامپیوتری تعبیه شده، Emacs Lisp . نسخه‌های نخستین در TECO پیاده‌سازی شدند، به زیر مراجعه کنید. اپن‌سورس.
- جد، ویرایشگر چند حالته و چند پنجره‌ای با منوهای کشویی، قابلیت تا کردن، پشتیبانی از تگ‌های c، لغو عملیات، UTF-8، کلیدهای ماکرو، ذخیره خودکار و غیره. شبیه‌سازی چندگانه؛ پیش‌فرض emacs است. قابل برنامه‌ریزی با زبان اس-لنگ. اپن‌سورس، لایسنس گنو۲.
- جو، یک ویرایشگر مدرن مبتنی بر صفحه نمایش با نوعی سبک بهبود یافته WordStar در رابط کاربری، اما همچنین می‌تواند Pico را تقلید کند. اپن‌سورس، نرم‌افزار آزاد.
- ال‌ای. اپنسورس، لایسنس عمومی گنو ۳.
- مک‌دیت، ویرایشگر نوشتار ترمینال با امکانات کامل برای سیستم‌های شبه یونیکس. اپن‌سورس، لایسنس عمومی گنو ۳.
- ام‌جی (ویرایشگر متن)، کوچک و سبک، از کلیدهای ترکیبی GNU/Emacs کاربری می‌کند. به طور پیش‌فرض روی OpenBSD نصب شده است.اپن‌سورس، دامنه‌ی عمومی.
- مین‌اد، ویرایشگر نوشتار با رابط کاربرپسند، کنترل ماوس و منو، و پشتیبانی گسترده از یونیکد و CJK؛ برای یونیکس/لینوکس و ویندوز/داس. اپن‌سورس، لایسنس عمومی گنو.
- گنو نانو، یک کپی از Pico GPL دارای مجوز. اپن‌سورس، لایسنس عمومی گنو۳.
- نه، یک جایگزین مینیمال و مدرن برای vi. اپن‌سورس، لایسنس عمومی گنو۳.
- پیکو، اپن‌سورس، لایسنس آپاچی ۲.
- ست ادیت، یک کپی از ویرایشگر IDE های Turbo* شرکت Borland. اپن‌سورس، لایسنس عمومی گنو ۲.
- ویرایشگر SemWare، (TSE برای DOS) (قبلاً QEdit نامیده می‌شد). مالکیتی.

#### کلون‌های vi
- بیزی‌باکس ششم، یک کلون کوچک از vi با کمینه فرمان‌ها و ویژگی‌ها. بنمایه‌باز.
- الویس، نخستین کلون vi و vi پیش‌فرض در مینیکس. اپن‌سورس
- اکس، یا vi یک ex -clone است؟ ex یک نسخه توسعه‌یافته از اد بود. این نسخه یک رابط بصری تمام صفحه داشت و در نتیجه به ویرایشگر نوشتار وی تبدیل شد. اپن‌سورس
- کاکونه، ویرایشگری الهام گرفته از vi که از گردش‌های کاری چند مکان‌نما و ویرایش مدال کاربری می‌کند. اپن‌سورس/بدون لایسنس
- ان وی آی، یک پیاده‌سازی جدید و در حال حاضر vi استاندارد در توزیع‌های بی‌اس‌دی. اپن‌سورس، لایسنس بی‌اس‌دی۳
- استیوی، استیوی (ویرایشگر ST برای علاقه‌مندان به VI) برای آتاری ST، نقطه شروع vim و xvi، اپن‌سورس
- وایل، از نسخه‌ی نخستین Microemacs مشتق شده است تا الگوی ویرایش چند پنجره‌ای/چند بافری ایمکس را به کاربران vi ارائه دهد. نخستین انتشار در سال ۱۹۹۱ با قابلیت undo نامحدود، سازگاری با UTF-8، عملیات چند پنجره‌ای/چند بافری، یک زبان بسط ماکرو، هایلایت کردن سینتکس، قلاب‌های خواندن و نوشتن فایل و موارد دیگر. اپن‌سورس
- ویم، نسخهٔ توسعه‌یافته‌ای از ویرایشگر vi، با بسیاری از ویژگی‌های اضافی که برای مفید بودن در ویرایش کد منبع برنامه طراحی شده‌اند. اپن‌سورس

## بدون میانه‌ی کاربری (کتابخانه‌ها/جعبه ابزارهای ویرایشگر)
- سیستم نوشتار کاکائو، از اجزای نوشتاری مک‌او‌اس پشتیبانی می‌کند. مالکیتی.
- سینتیلا (نرم‌افزار)، به عنوان هسته چندین ویرایشگر نوشتار کاربری می‌شود. اپن‌سورس
- ویرایشگر sed (ویرایشگر جریان)، ویرایش جریانی استاندارد یونیکس بر اساس ویژگی‌های اسکریپت‌نویسی موجود در ed انجام می‌شود. ابزاری که نوشتار را با کاربری از یک زبان برنامه‌نویسی ساده و فشرده تجزیه و تبدیل می‌کند. اپن‌سورس
- ابزار پردازش نوشتار (TPU)، بسته زبان و زمان اجرا، توسعه یافته بدست DEC ، که برای پیاده‌سازی ویرایشگر حساس به زبان و ویرایشگر چندمنظوره توسعه‌پذیر ، Eve، کاربری می‌شود. مالکیتی.

## هنر ASCII و ANSI
ویرایشگرهایی که به گونه‌ی ویژه برای ایجاد نوشتار‌های هنری ASCII و ANSI طراحی شده‌اند.
- ACiDDraw - طراحی شده برای ویرایش نوشتار ASCII. از رنگ ANSI (ANSI X3.64) پشتیبانی می‌کند.
- TheDraw - ویرایشگر نوشتار ANSI / ASCII برای DOS و پشتیبانی از فرمت فایل PCBo

### ویرایشگرهای فونت ASCII
- FIGlet - برای ایجاد نوشتار هنری ASCII
- TheDraw - ویرایشگر نوشتار DOS ANSI/ASCII با ویرایشگر و مدیریت فونت‌های ASCII داخلی

## تاریخی

### ویرایشگرهای بصری و تمام صفحه
- Brief – یک ویرایشگر برنامه‌نویس برای DOS و OS/2
- Edit application – یک ویرایشگر برنامه‌نویس برای Classic Mac OS
- EDIT – یک ویرایشگر منومحور که ساخته شده بود تا جایگزین کند EDLIN را در MS-DOS نسخه‌ی ۵.۰ و بالاتر، و نیز در بیشتر نسخه‌های مایکروسافت ویندوز در دسترس است.
- EDT – یک ویرایشگر کاراکترمحور استفاده شده در DEC PDP-11s و VMS
- O26 – نوشته‌شده بود برای کنسول ماشین‌های CDC 6000 series در میانه‌ی دهه‌ی ۱۹۶۰
- Red – یک ویرایشگر VMS نوشته شده به نسخه Forth از زبان STOIC.
- se – یک ویرایشگر کهن نمایشگر‌محور برای Unix
- SED – یک ویرایشگر چندسکویی از دهه‌ی ۱۹۸۰, راه‌اندازی شده روی TOPS-10، TOPS-20 و VMS
- SPMOL-II – یک ویرایشگر که بیشتر استفاده می‌شد برای برنامه نویسی روی IBM mainframes با ترمینال IBM 3270 .
- STET (the 'STructured Editing Tool') – ممکن است که نخستین ویرایشگر با قابلیت تا کردن بوده باشد. نخستین نسخه از آن در سال ۱۹۷۷ نوشته شد.
- TeachText
- TECO – یک ویرایشگر کاراکتر محور که یک زبان برنامه‌نویسی داشت

### ویرایشگرهای خط
- ویرایشگر Colossal Typewriter – یک ویرایشگر کهن که گمان می‌رود نوشته شده باشد برای PDP-1.
- ویرایشگر ed:
  - یک ویرایشگر در آغاز Unix
  - یک ویرایشگر در آغاز CP/M
- ویرایشگر EDLIN – یک ویرایشگر خط که عرضه می‌شد با MS-DOS.
- ویرایشگر EDT (Univac) – یک ویرایشگر خط برای Unisys VS/9 و سامانه‌های Fujitsu BS2000
- ویرایشگر ex – یک نسخه‌ی گسترش یافته از ویرایشگر یونیکس ed, بعد تر تکامل پیدا کرد به vi
- ویرایشگر fred – یک ویرایشگر شبیه به sed که استفاده شد در CDC 7600 در Los Alamos
- ویرایشگر GEDIT (یاهمان George 3 EDITor) – یک ویرایشگر شبیه به TECO دارای یک زبان برنامه‌نویسی. برای GEC 4000 series computers. GEDIT در آغاز نوشته شده بود بدست David Toll از Rutherford Appleton Laboratory, و سپس کاربری دوباره شد توسط GEC Computers برای OS4000.
- ویرایشگر sed – یک ویرایشگر غیرزنده‌ی برنامه‌پذیر برای ویرایش جریان‌ها در Unix
- TECO – یکی از پیشرفته‌ترین ویرایشگر‌های کاراکتر‌مهور که یک زبان برنامه‌نویسی دارد.
- TEDIT – GEC 4000 series یک ویرایشگر بر پایه‌ی Cambridge Titan EDIT
- ویرایشگر QED

## همچنین ببینید
- مقایسه ویرایشگرهای نوشتار
- جنگ ویرایشگرها
- ویرایشگر خط
- فهرست ویرایشگرهای HTML
- فهرست پردازشگرهای نوشتار
- Outliner ، نوع تخصصی از پردازشگر نوشتار
- ویرایشگر کد منبع